# ウィンチェスター (ケンタッキー州)
ウィンチェスター（英: Winchester、ショーニー語: Eskippakithiki）は、アメリカ合衆国ケンタッキー州東部クラーク郡にある第3等級都市であり、同郡の郡庁所在地である。2010年国勢調査での人口は18,368 人であり、州内第13位である。ウィンチェスター市はレキシントン・ファイエット郡大都市圏に属している。

## 地理

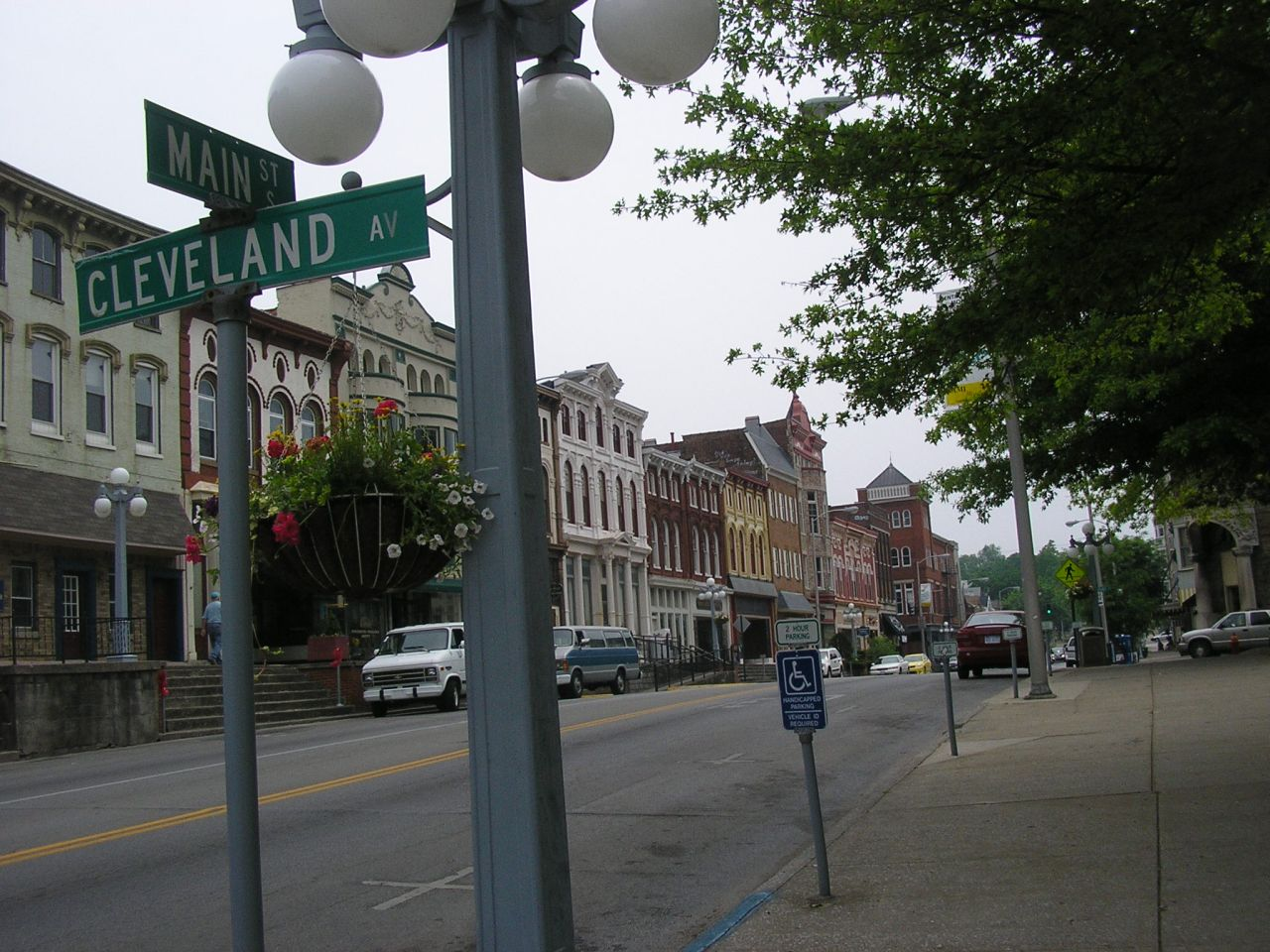
メインストリート

郡内を幹線道が3本通っている。ケンタッキー州道1958号線（バイパス道路）はウィンチェスター市の周りを環状に取り巻いている。ケンタッキー州道627号線（ブーンズボロ道路）は中心街とリッチモンド市を繋いでいる。アメリカ国道60号線（ウィンチェスター・レキシントン道路/レキシントン・アベニュー）が中心街を通っている。マウンテン・パークウェイと州間高速道路64号線が近くを通っている。
アメリカ合衆国国勢調査局に拠れば、市域全面積は7.7平方マイル (20 km2)であり、このうち陸地7.6平方マイル (20 km2)、水域は0.04平方マイル (0.10 km2)で水域率は0.005%である

## 気候
この地域の気候は暑く湿気た夏と、温暖から冷涼な冬が特徴である。ケッペンの気候区分では温暖湿潤気候（"Cfa"）に区分される。

## 人口動態
以下は2000年の国勢調査による人口統計データである。
| 基礎データ - 人口: 16,724 人 - 世帯数: 6,907 世帯 - 家族数: 4,620 家族 - 人口密度: 844.6人/km2（2,187.6 人/mi2） - 住居数: 7,400 軒 - 住居密度: 373.7軒/km2（968.0 軒/mi2） 人種別人口構成 - 白人: 88.94% - アフリカン・アメリカン: 8.83% - ネイティブ・アメリカン: 0.22% - アジア人: 0.25% - 太平洋諸島系: 0.01% - その他の人種: 0.81% - 混血: 0.94% - ヒスパニック・ラテン系: 1.60% | 年齢別人口構成 - 18歳未満: 24.9% - 18-24歳: 9.9% - 25-44歳: 30.0% - 45-64歳: 21.1% - 65歳以上: 14.0% - 年齢の中央値: 35歳 - 性比（女性100人あたり男性の人口） - 総人口: 88.7 - 18歳以上: 84.4 世帯と家族（対世帯数） - 18歳未満の子供がいる: 31.4% - 結婚・同居している夫婦: 47.0% - 未婚・離婚・死別女性が世帯主: 16.4% - 非家族世帯: 33.1% - 単身世帯: 28.5% - 65歳以上の老人1人暮らし: 12.6% - 平均構成人数 - 世帯: 2.39人 - 家族: 2.93人 | 収入と家計 - 収入の中央値 - 世帯: 31,254米ドル - 家族: 36,797米ドル - 性別 - 男性: 31,295米ドル - 女性: 21,747米ドル - 人口1人あたり収入: 15,611米ドル - 貧困線以下 - 対人口: 15.5% - 対家族数: 13.1% - 18歳未満: 21.1% - 65歳以上: 14.4% |

## 教育

### 高等教育機関
ウィンチェスター市には幾つか高等教育機関があった。ケンタッキー・ウェズレヤン・カレッジは1890年から1954年まで市内にあった。このカレッジが市を去ったときに、そのキャンパス跡地で、地元のチャーチズ・オブ・クライストがサウスイースタン・クリスチャン・カレッジを組織した。1970年代にこのカレッジも閉校となり、そのキャンパスは公共公園として保存されている。現在は市内にブルーグラス・コミュニティ・工科カレッジのウィンチェスター・キャンパスがある。

### ジョージ・ロジャース・クラーク高校
市内唯一の公立高校であるジョージ・ロジャース・クラーク高校は、1963年秋にクラーク郡高校とウィンチェスター高校を統合して設立された。この高校は運動競技で記録を残してきており、多種のスポーツで州の選手権を取って来た。男子バスケットボール・チームは、レッチャー・ノートンのヘッドコーチで、ケンタッキー高校運動協会の1951年州大会で優勝した。1991年、フットボール・チームがクラスAAAA州選手権で優勝し、女子陸上競技はクラスAAAで優勝した。1999年、男子ゴルフ・チームが州選手権で2位となり、そのメンバーがカレッジのゴルフ競技やセミプロ・ゴルファーとなってゴルフ界を賑わせている。男子サッカー・チームは2007年の州選手権で2位となった。最近加わったのが男女の水泳チームであり、2005年から2006年の学校年に最初のシーズンを迎えた。

## 経済
ウィンチェスター市の主要雇用主としては以下のものがある。
- アレ-8-ワン
- Amazon.com
- カタレント
- 東ケンタッキー電力協同組合
- ザ・フリーマン・コーポレーション
- インフィルトレーター・システムズ
- ジェンマー
- レゲット & プラット、家具
- オスラム・シルベニア、照明器具
- G&J ペプシコーラ・ボトラーズ
- クォリティ・マニュファクチャリング Inc.
- セイブ・ア・ロット、スーパーマーケットチェーン
- ウォール
- ウィンチェスター・ファームズ・デイリー、スーパーマーケットチェーン

## 著名な出身者
- ダニエル・ブーン、ケンタッキー川沿いにブーンズボロ砦を設立、市で尊敬され、毎年「パイオニア祭」で祝されている
- ヘレン・トーマス、UPI通信社のホワイトハウス担当特派員

## 歴史的な場所
- ブルーグラス・ヘリテージ博物館
- クラーク郡庁舎

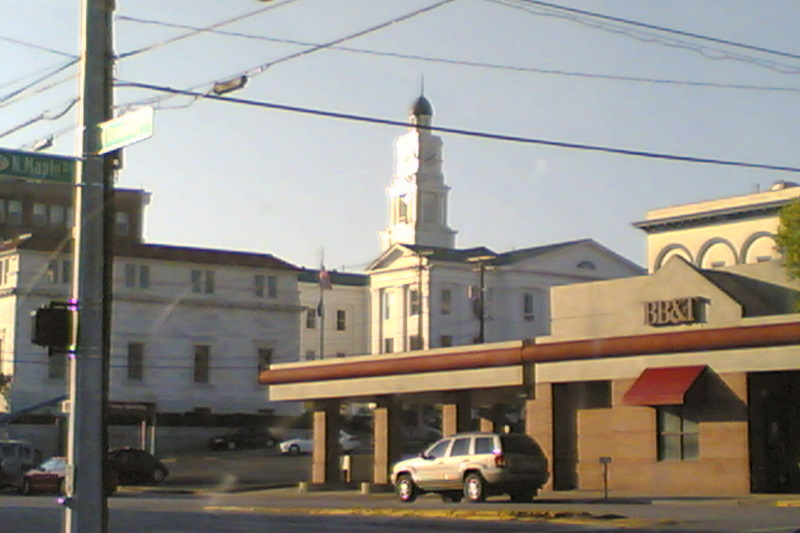
クラーク郡庁舎、ケンタッキー州道627号線から見る

- クラーク邸宅、第13代ケンタッキー州知事ジェイムズ・クラークの邸宅
- デール駅
- インディアン・オールド・フィールズ
- カー・ビルディング
- リーズ・シアター
- オリーブ山バプテスト教会
- オークウッド・エステイト
- オールド・プロビデンス教会
- パイロット・ノブ
- ウィンチェスター・オペラハウス

## 姉妹都市
ウィンチェスター市は姉妹都市インターナショナルが定義する姉妹都市を2都市と結んでいる。
- エクアドル、イバーラ
- インド、エタワ